# Karne Hesketh
Karne L. Hesketh (Napier, 1º agosto 1985) è un ex rugbista a 15 neozelandese internazionale per il Giappone; nel ruolo di tre quarti ala ha militato nel Sanix Blues
```
di 
Fukuoka
 fino al ritiro.
```

## Biografia
Originariamente terza linea ala ai tempi della scuola, si trasformò in centro e, successivamente, ala una volta iniziata l'attività di club.
Nel 2006 entrò a far parte della selezione provinciale di Otago nel National Provincial Championship, disputandovi 32 incontri di campionato provinciale in 4 stagioni.
Nel 2010, non essendo riuscito a ottenere un contratto da una qualsiasi delle franchise neozelandesi in Super Rugby, decise di espatriare e di accettare l'offerta dei Sanix Blues
, club giapponese di Fukuoka militante nella Top League, la prima divisione rugbistica nazionale.
Dopo 3 stagioni acquisì il diritto a rappresentare il Giappone, ed esordì per i Sakura durante i test match di fine anno 2014 contro la Romania; nel 2015 vinse con la squadra il campionato asiatico e a settembre fu inserito dal C.T. Eddie Jones nella rosa dei 31 convocati alla Coppa del Mondo di rugby 2015 in Inghilterra.
Nella prima partita del Giappone nella competizione, Hesketh mise a segno, a tempo scaduto, una meta che servì a battere, contro qualsiasi pronostico, la formazione bi-campione del mondo del Sudafrica, realizzando quella che fu definita dalla quasi totalità dei media l'impresa più sorprendente della storia della Coppa del Mondo e, forse, del rugby.
La meta originò da un calcio di punizione che, se calciato tra i pali e trasformato, avrebbe chiuso l'incontro sul pareggio 32-32, ma il Giappone calciò la palla in touche e dalla successiva rimessa nacque l'azione che mise Hesketh in grado di realizzare la meta del sorpasso e della vittoria; intervistato dopo la partita, lo stesso Hesketh affermò di non aspettarsi il calcio in touche e se fosse dipeso da lui si sarebbe accontentato di calciare la palla tra i pali e conquistare i tre punti che avrebbero garantito al Giappone un prestigioso pareggio.
A seguito della riforma del campionato giapponese nel 2021, il Fukuoka fu retrocesso di una categoria e, per via di problemi finanziari, declassato di ulteriori due; Hesketh disputò un'ultima stagione in terza divisione poi a luglio 2022 annunciò il suo ritiro per assumere l'incarico di insegnante d'inglese presso una scuola elementare, la cui squadra di rugby gli è stata affidata come allenatore.

## Palmarès
- Campionati asiatici : 1
Giappone: 2015